# Juan Pablo Piñeiro
Juan Pablo Piñeiro (La Paz, Bolivia, 27 de septiembre de 1979) es un escritor y guionista boliviano.

## Trayectoria
Piñeiro nació en la ciudad de La Paz. Estudió Literatura en la Universidad Católica Boliviana; también tiene estudios en Ingeniería de Sistemas y Gastronomía. Es docente en la carrera de Cine de la Universidad Mayor de San Andrés. Su primera novela, Cuando Sara Chura despierte, ha sido traducida al francés por el Espacio Simón I. Patiño y es considerada como una de los libros clave de la narrativa boliviana.

## Obra

### Novelas
- Cuando Sara Chura despierte (2003)[3]
- Illimani púrpura (2010)
- Manubiduyepe (2020)[4]

### Cuento
- Serenata cósmica (2013)[5]

### Poemario
- Insectario (2022)

### Guiones
- Sena Quina (2005, dirigida por Paolo Agazzi)
- Hospital Obrero (2009, dirigida por Germán Monje)[6]
- Sirena (2021, dirigida por Carlos Piñeiro)